# Calle de San Juan (Segovia)
La calle de San Juan es una vía pública de la ciudad española de Segovia.

## Descripción
La vía discurre desde la plaza del Conde de Cheste hasta la del Azoguejo. Debe su título a la iglesia del mismo nombre, sita en la plaza de Colmenares, pese a que otras de la ciudad están o estaban más cerca. Aparece descrita en Las calles de Segovia (1918) de Mariano Sáez y Romero con las siguientes palabras:

San Juan.—Sube esta calle desde el Azoguejo a la plazuela del Conde de Cheste. Su nombre se deriva de la iglesia de San Juan, que también le dió a la Puerta que por esta parte cerraba la Ciudad, separándola de los arrabales. Más cerca estaban de esta vía las iglesias de San Pablo, San Sebastián y Santa Columba, pero se tituló de San Juan y al nombre oficial tenemos que atenernos. Reseñada la iglesia de San Juan en la plazuela de Colmenares, y sin podernos extender en el panegírico del Santo, bástenos decir que esta calle de San Juan es de buen caserío, subida de carruajes a la población, de bastante tránsito y a su izquierda se eleva muy alta la muralla, encima de las casas que se apoyan en ella. En su mitad comienza, pasando por el barrio de San Marcos y la Fuencisla, la carretera que llega a Arévalo; y a su terminación había entre el pretil que salva la calle de la hondonada y desnivel que forma la carretera y las fuertes defensas de la casa de Segovia, la puerta llamada de San Juan, que era sólo un arco ornamental del siglo XVI, sin otra importancia y derribado para ensanche de este sitio en 1888.
(Sáez y Romero, 1918, p. 163)